# San Cristóbal de La Laguna
San Cristóbal de La Laguna là một đô thị trong tỉnh Santa Cruz de Tenerife, cộng đồng tự trị quần đảo Canary Tây Ban Nha. Đô thị này có diện tích là 102,06 ki-lô-mét vuông, dân số năm 2009 là 150.661 người với mật độ người/km². Đô thị này có cự ly km so với tỉnh lỵ Santa Cruz de Tenerife. Trung tâm lịch sử của San Cristóbal de La Laguna được UNESCO đưa vào danh sách di sản thế giới năm 1999.
Thành phố có trường đại học La Laguna với 30,000 sinh viên. La Laguna cũng được xem là thủ phủ văn hóa của quần đảo Canary.
Năm 2010 theo một cuộc khảo sát, La Laguna được liệt kê là thành phố danh tiếng nhất ở quần đảo Canary Islands và thứ 3 trong các thủ phủ của Tây Ban Nha với danh tiếng tốt nhất, sau Gijon và Marbella.

## Huy hiệu
Huy hiệu của thành phố được cấp bởi nữ vương Juana I của Castilla vào ngày 23 tháng 3 năm 1510, như là huy hiệu của Tenerife.

## Phân chia hành chính
- La Verdellada
- Viña Nava
- El Coromoto
- San Benito
- El Bronco
- La Cuesta
- Taco
- Tejina
- Valleguerra
- Bajamar
- Punta del Hidalgo
- Geneto
- Los Baldios
- Guamasa
- El Ortigal
- Las Mercedes
- El Batan
- Las Carboneras
- San Diego
- Las Gavias

## Các biểu tượng chính
- Nhà thờ chính tòa La Laguna
- Iglesia de la Concepción (San Cristóbal de La Laguna)
- Thành phố cổ
- Real Santuario del Cristo de La Laguna
- Đại học La Laguna

## Thành phố chị em
- Cartagena de Indias, Colombia
- São Paulo, Brasil
- Telde, Tây Ban Nha

## Người nổi tiếng
- José de Anchieta (19 tháng 3, 1534–ngày 9 tháng 6 năm 1597), có vai trò quan trọng trong lịch sử thời kì đầu Brasil
- Amaro Rodríguez Felipe (1678-1747), cướp biển có tiếng.
- Juan Núñez de la Peña (1641–1721)
- Juan Domingo de Monteverde (1773–1832), sĩ quan quân đội
- Óscar Domínguez (9 tháng 1, 1906 - 31 tháng 12 năm 1957), nhà chủ nghĩa siêu thực và họa sĩ Tây Ban Nha
- Suso Santana, cầu thủ bóng đá

## Khí hậu
San Cristóbal de La Laguna có khí hậu Địa Trung Hải (phân loại khí hậu Köppen Csb) trái với khí hậu sa mạc của các thành phố khác ở quần đảo Canary. 
| Dữ liệu khí hậu của La Laguna (1981-2010) - Sân bay Tenerife Norte (altitude: 632 m) | Dữ liệu khí hậu của La Laguna (1981-2010) - Sân bay Tenerife Norte (altitude: 632 m) | Dữ liệu khí hậu của La Laguna (1981-2010) - Sân bay Tenerife Norte (altitude: 632 m) | Dữ liệu khí hậu của La Laguna (1981-2010) - Sân bay Tenerife Norte (altitude: 632 m) | Dữ liệu khí hậu của La Laguna (1981-2010) - Sân bay Tenerife Norte (altitude: 632 m) | Dữ liệu khí hậu của La Laguna (1981-2010) - Sân bay Tenerife Norte (altitude: 632 m) | Dữ liệu khí hậu của La Laguna (1981-2010) - Sân bay Tenerife Norte (altitude: 632 m) | Dữ liệu khí hậu của La Laguna (1981-2010) - Sân bay Tenerife Norte (altitude: 632 m) | Dữ liệu khí hậu của La Laguna (1981-2010) - Sân bay Tenerife Norte (altitude: 632 m) | Dữ liệu khí hậu của La Laguna (1981-2010) - Sân bay Tenerife Norte (altitude: 632 m) | Dữ liệu khí hậu của La Laguna (1981-2010) - Sân bay Tenerife Norte (altitude: 632 m) | Dữ liệu khí hậu của La Laguna (1981-2010) - Sân bay Tenerife Norte (altitude: 632 m) | Dữ liệu khí hậu của La Laguna (1981-2010) - Sân bay Tenerife Norte (altitude: 632 m) | Dữ liệu khí hậu của La Laguna (1981-2010) - Sân bay Tenerife Norte (altitude: 632 m) |
| Tháng                                                                                | 1                                                                                    | 2                                                                                    | 3                                                                                    | 4                                                                                    | 5                                                                                    | 6                                                                                    | 7                                                                                    | 8                                                                                    | 9                                                                                    | 10                                                                                   | 11                                                                                   | 12                                                                                   | Năm                                                                                  |
| ------------------------------------------------------------------------------------ | ------------------------------------------------------------------------------------ | ------------------------------------------------------------------------------------ | ------------------------------------------------------------------------------------ | ------------------------------------------------------------------------------------ | ------------------------------------------------------------------------------------ | ------------------------------------------------------------------------------------ | ------------------------------------------------------------------------------------ | ------------------------------------------------------------------------------------ | ------------------------------------------------------------------------------------ | ------------------------------------------------------------------------------------ | ------------------------------------------------------------------------------------ | ------------------------------------------------------------------------------------ | ------------------------------------------------------------------------------------ |
| Trung bình ngày tối đa °C (°F)                                                       | 16.0 (60.8)                                                                          | 16.7 (62.1)                                                                          | 18.2 (64.8)                                                                          | 18.5 (65.3)                                                                          | 20.1 (68.2)                                                                          | 22.2 (72.0)                                                                          | 24.7 (76.5)                                                                          | 25.7 (78.3)                                                                          | 24.9 (76.8)                                                                          | 22.5 (72.5)                                                                          | 19.7 (67.5)                                                                          | 17.1 (62.8)                                                                          | 20.5 (68.9)                                                                          |
| Trung bình ngày °C (°F)                                                              | 13.1 (55.6)                                                                          | 13.4 (56.1)                                                                          | 14.5 (58.1)                                                                          | 14.7 (58.5)                                                                          | 16.1 (61.0)                                                                          | 18.1 (64.6)                                                                          | 20.2 (68.4)                                                                          | 21.2 (70.2)                                                                          | 20.7 (69.3)                                                                          | 18.9 (66.0)                                                                          | 16.5 (61.7)                                                                          | 14.3 (57.7)                                                                          | 16.8 (62.2)                                                                          |
| Tối thiểu trung bình ngày °C (°F)                                                    | 10.2 (50.4)                                                                          | 10.0 (50.0)                                                                          | 10.7 (51.3)                                                                          | 10.9 (51.6)                                                                          | 12.0 (53.6)                                                                          | 14.0 (57.2)                                                                          | 15.7 (60.3)                                                                          | 16.6 (61.9)                                                                          | 16.5 (61.7)                                                                          | 15.2 (59.4)                                                                          | 13.3 (55.9)                                                                          | 11.5 (52.7)                                                                          | 13.0 (55.4)                                                                          |
| Lượng mưa trung bình mm (inches)                                                     | 80 (3.1)                                                                             | 70 (2.8)                                                                             | 61 (2.4)                                                                             | 39 (1.5)                                                                             | 19 (0.7)                                                                             | 11 (0.4)                                                                             | 6 (0.2)                                                                              | 5 (0.2)                                                                              | 16 (0.6)                                                                             | 47 (1.9)                                                                             | 81 (3.2)                                                                             | 82 (3.2)                                                                             | 517 (20.2)                                                                           |
| Số ngày mưa trung bình (≥ 1.0 mm)                                                    | 11                                                                                   | 10                                                                                   | 10                                                                                   | 10                                                                                   | 7                                                                                    | 4                                                                                    | 3                                                                                    | 3                                                                                    | 5                                                                                    | 10                                                                                   | 10                                                                                   | 12                                                                                   | 95                                                                                   |
| Độ ẩm tương đối trung bình (%)                                                       | 76                                                                                   | 75                                                                                   | 71                                                                                   | 74                                                                                   | 72                                                                                   | 73                                                                                   | 69                                                                                   | 69                                                                                   | 71                                                                                   | 74                                                                                   | 75                                                                                   | 79                                                                                   | 73                                                                                   |
| Số giờ nắng trung bình tháng                                                         | 150                                                                                  | 168                                                                                  | 188                                                                                  | 203                                                                                  | 234                                                                                  | 237                                                                                  | 262                                                                                  | 269                                                                                  | 213                                                                                  | 194                                                                                  | 155                                                                                  | 137                                                                                  | 2.410                                                                                |
| Nguồn: Agencia Estatal de Meteorología                                               |                                                                                      |                                                                                      |                                                                                      |                                                                                      |                                                                                      |                                                                                      |                                                                                      |                                                                                      |                                                                                      |                                                                                      |                                                                                      |                                                                                      |                                                                                      |